# Chère
Die Chère (dt.: Liebe) ist ein 65 km langer Fluss in Frankreich, der überwiegend in der Region Pays de la Loire verläuft, jedoch auch die angrenzende Region Bretagne berührt.

## Verlauf und Geografie
Der Fluss entspringt im Gemeindegebiet von Soudan, entwässert generell in westlicher Richtung und mündet nach 65 Kilometern an der Gemeindegrenze von Sainte-Anne-sur-Vilaine und Pierric als linker Nebenfluss in die Vilaine, unweit von Sainte-Anne-sur-Vilaine. Auf ihrem Weg durchquert die Chère das Département Loire-Atlantique und bildet etwa auf den letzten zehn Kilometern vor der Mündung die Grenze zum benachbarten Département Ille-et-Vilaine, das bereits zur Region Bretagne gehört.
Die Chère durchquert die vier hydrographischen Zonen La Chère de l'Aron à la Vilaine, L'Aron et ses affluents, La Chère du Neant à l'Aron und La Chère de sa source au Neant, die eine Gesamtfläche von 455 km² belegen. Diese Zonen werden zu 88,16 % landwirtschaftlich genutzt, 8,44 % sind Wälder und naturnahe Umgebungen, der Rest sind künstliche Gebiete und Oberflächen.

## Orte und Gemeinden am Fluss (Auswahl)
- Soudan
- Châteaubriant
- Rougé
- Saint-Aubin-des-Châteaux
- Mouais
- Pierric
- Derval
- Grand-Fougeray und Sainte-Anne-sur-Vilaine

## Einzelnachweis und Anmerkungen
1. 1 2  geoportail.gouv.fr (1:16.000)
2. 1 2 3  Die Angaben zur Flusslänge beruhen auf den Informationen über die Chère bei SANDRE (französisch), abgerufen am 17. November 2011, gerundet auf volle Kilometer.
3. ↑  Chère in der nationalen Datenbank (Sandre Portal), abgerufen am 17. Februar 2019.